# Brasema dryophantae
Brasema dryophantae is een vliesvleugelig insect uit de familie Eupelmidae. De wetenschappelijke naam is voor het eerst geldig gepubliceerd in 1886 door Ashmead.